# Wright Motor Car Company
Wright Motor Car Company war ein US-amerikanischer Hersteller von Automobilen.

## Unternehmensgeschichte
Das Unternehmen wurde 1910 in New Cumberland in Pennsylvania gegründet. Beteiligt waren Thomas F. Rodgers und Ernest M. Brennan, die aus Corning in New York stammten, sowie örtliche Geschäftsleute. Darunter war ein J. W. Wright. Es ist unklar, ob die Firmierung nach ihm oder nach den Brüdern Wright gewählt wurde. Rodgers wurde Präsident und Brennan Vizepräsident. Außerdem war Ansel Stryker beschäftigt. Im gleichen Jahr begann die Produktion von Automobilen. Der Markenname lautete Wright. Rodgers zog frühzeitig nach Corning zurück. Brennan und Stryker verließen ebenfalls das Unternehmen. J. Frank Bobb wurde daraufhin Fabrikmanager. 1911 endete die Produktion. Insgesamt entstanden sechs Fahrzeuge.

## Fahrzeuge
Viele Teile wurden zugekauft. Einige wurden spät geliefert. Andere passten nicht. Der Vierzylindermotor kam von Waukesha Engines. Er leistete 20 PS. Das Fahrgestell hatte 330 cm Radstand, war also sehr lang. Der Aufbau war ein offener Tourenwagen. Das Fahrzeug wird als untermotorisiert beschrieben.